# Клуэйн (озеро)
Клуэйн (англ. Kluane Lake) — озеро на северо-западе Северной Америки.
Крупное пресноводное озеро, расположенное на канадской территории Юкон. Находится неподалёку от границы с американским штатом Аляска, на уровне 781 м выше уровня моря. Озеро занимает площадь 409 км². Сток из северо-западного угла озера по одноимённой реке, далее по рекам Донджек, Уайт-Ривер, Юкон в Берингово море. Вдоль всего западного побережья озера идёт Аляскинская трасса. Также на западном берегу расположены населённые пункты Беруош-Лендинг и Дестракшен-Бей.
На юго-западе к озеру примыкает национальный парк Клуэйн площадью 22 тысячи км², на территории которого находится гора Логан, высочайшая вершина Канады, а также несколько ледников, питающих озеро.
На протяжении 7 месяцев в году озеро сковано льдом.

Панорама озера